# Kenneth Kipkemoi
Kenneth Kiprop Kipkemoi (2 augustus 1984) is een Keniaanse atleet, die gespecialiseerd is in afstanden vanaf 5000 m. Hij won het Afrikaans kampioenschap over 10.000 m en de marathon van Rotterdam.

## Biografie
In 2012 en 2016 werd Kipkemoi Keniaans kampioen op de 10.000 m. Op internationaal niveau werd hij in 2012 Afrikaans kampioen. Met een persoonlijk record van 26.53 (Brussel 2012) staat hij op de 35e plaats ter wereld in deze discipline.
Kipkemoi liep meerdere keren de halve marathon binnen de 60 minuten. Zijn beste tijd van 59.01 min liep hij tijdens de halve marathon van Valencia in 2014. Daarmee staat hij op de vijftiende plaats wereldwijd van snelste halve marathonlopers.
In 2013 debuteerde hij op de marathon.

## Titels
- Afrikaans kampioen 10.000 m - 2012
- Keniaans kampioen 10.000 m - 2012, 2016

## Persoonlijke records
Baan
| Onderdeel | Prestatie | Datum            | Plaats         |
| --------- | --------- | ---------------- | -------------- |
| 5000 m    | 13.03,37  | 7 juli 2012      | Heusden-Zolder |
| 10.000 m  | 26.52,65  | 7 september 2012 | Brussel        |

Weg
| Onderdeel      | Prestatie | Datum             | Plaats     |
| -------------- | --------- | ----------------- | ---------- |
| 10 km          | 27.56     | 6 september 2014  | Praag      |
| 15 km          | 43.18     | 18 september 2016 | Kopenhagen |
| 10 Eng. mijl   | 46.27     | 6 september 2015  | Tilburg    |
| 20 km          | 58.33     | 18 september 2016 | Kopenhagen |
| halve marathon | 59.01     | 19 oktober 2014   | Valencia   |
| 25 km          | 1:12.32   | 4 mei 2014        | Berlijn    |
| marathon       | 2:04.52   | 8 oktober 2023    | Eindhoven  |

## Palmares

### halve marathon
- 2011:  halve marathon van Valencia - 59.47
- 2012:  City-Pier-City Loop - 59.11
- 2012: 6e halve marathon van Praag - 1:01.25
- 2013: 4e halve marathon van New Delhi - 59.55
- 2014: 9e halve marathon van New Delhi - 59.43
- 2014:  halve marathon van Valencia - 59.01
- 2014: 10e WK - 1:00.29
- 2015: 7e halve marathon van Berlijn - 1:00.17
- 2016:  halve marathon van Lissabon - 1:00.05
- 2017: 4e Venloop - 1:00.24

### overige afstanden
- 2011: 9e Marseille-Cassis - 1:02.49
- 2013: 7e Dam tot Damloop - 47.00
- 2014:  25 km van Berlijn - 1:12.32
- 2014:  25 km van Berlijn - 1:14.18
- 2015: 6e Tilburg Ten Miles - 46.28

### marathon
- 2015: 5e marathon van Gyeongju - 2:12.08
- 2018:  marathon van Rotterdam - 2:05.44
- 2018: 4e marathon van Chicago - 2:05.57
- 2022: 4e marathon van Rotterdam - 2:06.22
- 2023: 9e marathon van Rotterdam - 2:08.15
- 2023:  Marathon van Eindhoven - 2:04.52